# Szucság

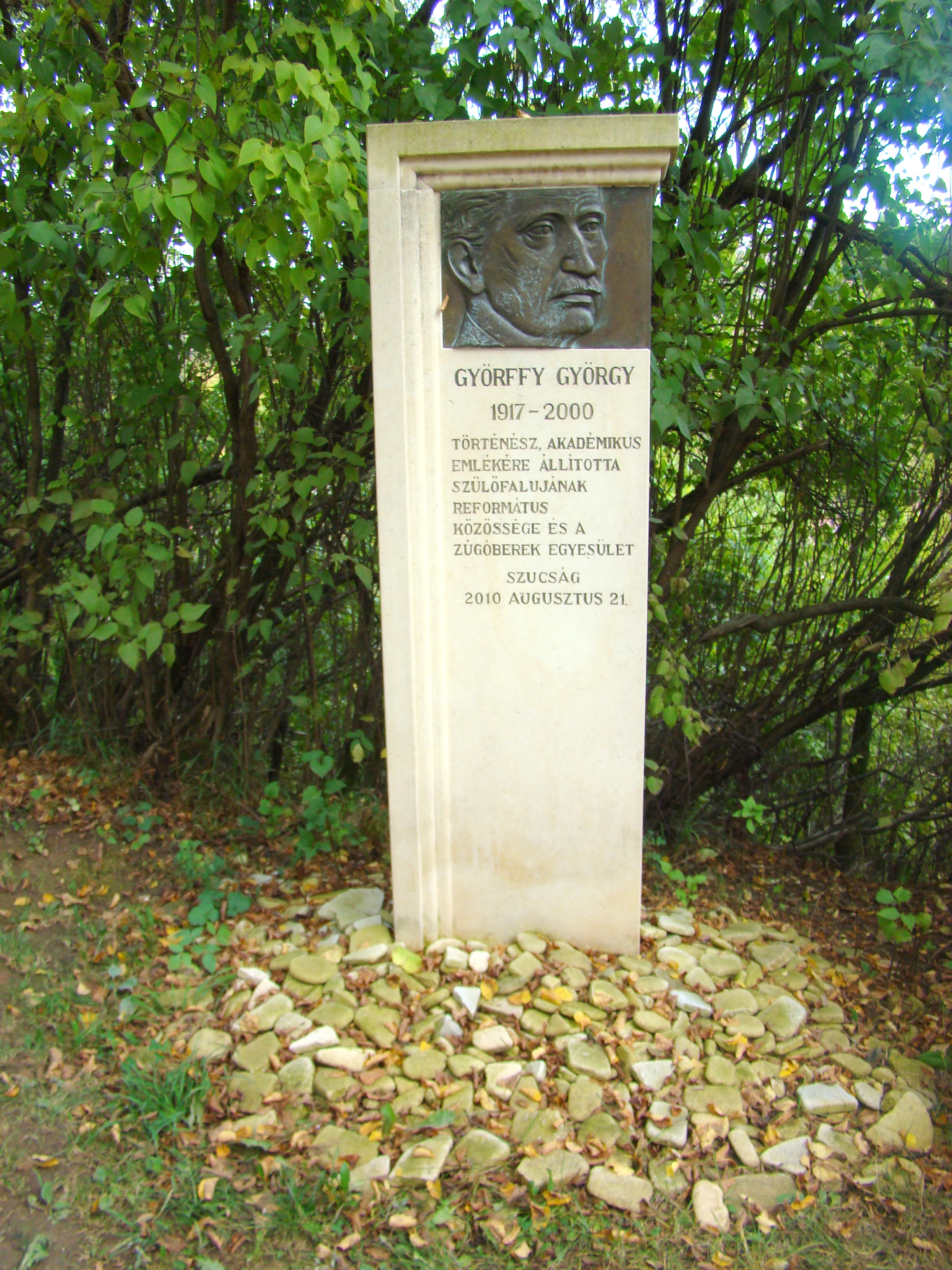
Györffy György emlékoszlopa a református templom kertjében

Szucság (Szucsák, románul Suceagu) falu Romániában, Erdélyben, Kolozs megyében.

## Neve
Szláv eredetű, Kiss Lajos az orosz Cyчak helynévvel és a délszláv Sučijak személynévvel állítja párhuzamba. Először 1338-ban, Zuchak alakban írták le. 1750-ben és később többször is Szucsag. A hivatalosan használt Szucsák nevet a község kérésére változtatták meg 1911-ben.

## Fekvése
Kolozsvártól 8 km-re északnyugatra, az E81-es út mellett, a Nádas-patak jobb partján fekszik. Kalotaszeg Nádasmente kistájához sorolják, bár kultúrájában eltér a vidék falvaitól és sem a helyiek, sem a szomszédos falvak lakói szerint nem tartozik Kalotaszeghez. Délnyugati határában emelkedik a Nádasmente legmagasabb pontja, a 653 méter magas Bátori-hegy (Tekintő).

## Története
A helyi hagyomány szerint eredetileg a Nádas mentén települt, és csak később húzódott be a dombok védelmébe. Egy idevalósi nemest, Chuey fia Pált 1362 telén, a kolozsmonostori apátság ostromakor a kolozsvári és szászfenesi nép a monostorból kirángatott és a fejét vette. 1491-ben kisnemesi lakosságú falu volt Kolozs vármegyében, lakói jelentős vármegyei és erdélyi tisztségeket is betöltöttek. Környékén a középkor végén több falu is létezett, amelyek a 16–17. században elpusztultak: Bóc, Orad, Saság és Soma. 1494-ben egy Tamás nevű szucsáki diák a krakkói egyetemen tanult. 1581-ben a kolozsmonostori jezsuita kolostornak itt volt birtoka. 1713-ban tizenegy jobbágy- és nyolc zsellércsalád mellett 33 elhagyott telket írtak össze, 1750-ben azonban már 20 jobbágy, 35 zsellér, hét kóbor és hat cigány családfő lakta, hat adózó egytelkes nemes mellett.
Református egyházáról az első adat 1621-ből való. 1745-ben lett anyaegyház. 1766-ban 103 férfiból és 77 asszonyból állt. 1830-ban birtokot vásárolt itt Kelemen Benjámin mezőgazda. Az év legnagyobb részét a Wesselényiek birtokközpontjában, Zsibón töltötte, így birtokán, amely az allódiumok nélkül 1848-ban 123 holdas volt, felesége, Bod Katalin gazdálkodott. A gabona és a takarmánynövények mellett burgonyát, cukorrépát, borsót, lencsét és babot is termelt, a domboldalakra pedig különféle gyümölcsfákat ültetett. A juhászatuk által termelt évi négy-ötszáz font gyapjút Pesten értékesítették. Kelemen 1832 és 42 között, örökváltság útján felszabadította jobbágyait, ami gazdaságilag is megtérült a számára.
A korábban ortodox románokból szerveződött görögkatolikus gyülekezet 1856-ban alakult anyaegyházzá. 1710-ben épült fatemplomát 1916-ban váltotta föl a mára ortodox kőtemplom. 1882-ben, Berde Áron közbenjárására állami iskola nyílt a faluban, ezt követően 1885–86-ban a román görögkatolikusok is felépítették a saját iskolájukat. Határában a 19. század második felében és a 20. század elején mészkövet termeltek ki a kolozsvári építkezésekhez. 1870-tól a kolozsvári járdák burkolására is szucsáki terméskövet használtak, később pedig Szegedre és Budapestre is jutott belőle.
Református magyar lakossága egészen az első világháborúig két, egymástól elkülönülő társadalmi rétegre oszlott, volt kisnemesekére és jobbágyokra. Vasárnap külön istentiszteletre jártak (a nemesek délelőtt, a jobbágyok délután), külön mulatságokat szerveztek, külön temetőbe temetkeztek, a nemesek fehér, a jobbágyok fekete ködmönt viseltek. A megkülönböztetés ma is él. Lakói nem házasodtak össze a környező Nádas-, Fenes- és Kapus-völgyi falvakkal, hanem a nemesek Bodonkúttal, Kidével, Magyarfodorházával, Bádokkal, Csomafájával, Gyulával, Magyar-, Szentmárton- és Hosszúmacskással, a jobbágyok pedig Gyaluval, Bodonkúttal és Kidével.
Szántóföldje rossz minőségű, ennek ellenére az 1970-es években módos falunak számított. A két világháború között jelentős volt tejgazdálkodása, lakói a kolozsvári piacra gyümölcsöt, szilvapálinkát és szilvalekvárt hordtak, sokan pedig lóval és tehénnel kereskedtek. Az 1960-as és 70-es években kolozsvári gyárakba és építkezésekre ingáztak, emellett a szocialista országokban hiánycikkekkel üzleteltek. 1980-ban megszüntették a falut Kolozsvárral összekötő buszjáratot. Ez meggyorsította a lakosság elköltözését Kolozsvárra, Bácsra, később Magyarországra. Az őshonos magyar és román lakosság száma csökkenni kezdett, bár az Erdélyi-középhegységből kisebb számban be is költöztek románok. A 21. század elején aztán kolozsvári családok vásároltak telkeket a faluban és települtek meg idényszerűen vagy állandó jelleggel.
A falun belül a magyarok a Medvéstorokban, a Felső és Túlsó utcában, az Utcaközepén és a Borzásban (Borzași), a románok az Alszegen, az Utcaközepén és a Borzásban, a cigányok a főúthoz közel, a bekötőút jobb oldalán, egy sziklás hegyoldalban laknak (Alsóberek és Cigánysor). A cigány közösség cigány anyanyelvű, tagjai Románia minden vidékéről érkeztek. A 20. század végéig reformátusnak vallották magukat, az új évezredben azonban túlnyomó többségük ortodox vagy Jehova tanúja, és csak az idősek beszélnek magyarul.
Az iskolában 1988-ban szűnt meg a magyar nyelvű felső tagozat, ma már csupán összevont alsó tagozat létezik.

## Lakossága
- 1850-ben 840 fős lakosságából 479 volt román, 322 magyar, 34 cigány és 5 zsidó. Felekezetük szerint 403 református, 378 görögkatolikus és 50 római katolikus.
- 1910-ben 1190 lakosából 777 magyar és 413 román volt.
- 2002-ben 1283 lakosából 608 vallotta magát román, 513 magyar és 162 cigány nemzetiségűnek; 700 volt ortodox, 536 református és 20 pünkösdi vallású.

## Látnivalók
- Dombtetőn álló református temploma a 13. század végén épülhetett és a 15. században, majd a 18. század első felében is átalakították. Idősebb Umling Lőrinc festette ki a nyugati karzatot 1742-ben, a mennyezetet 1749-ben. A padok előlapjainak festését Asztalos Boka János készítette 1775-ben. Mai tornyának építését 1800-ban fejezték be, és 1862 óta fedi bádog.
- A református parókia a Veres család, az ortodox pedig Berde Béla korábbi udvarházában működik. Mindkettő 1900 körül épült.

## Testvértelepülései
- Monostorapáti, Magyarország
- Lunteren, Hollandia

## Képek

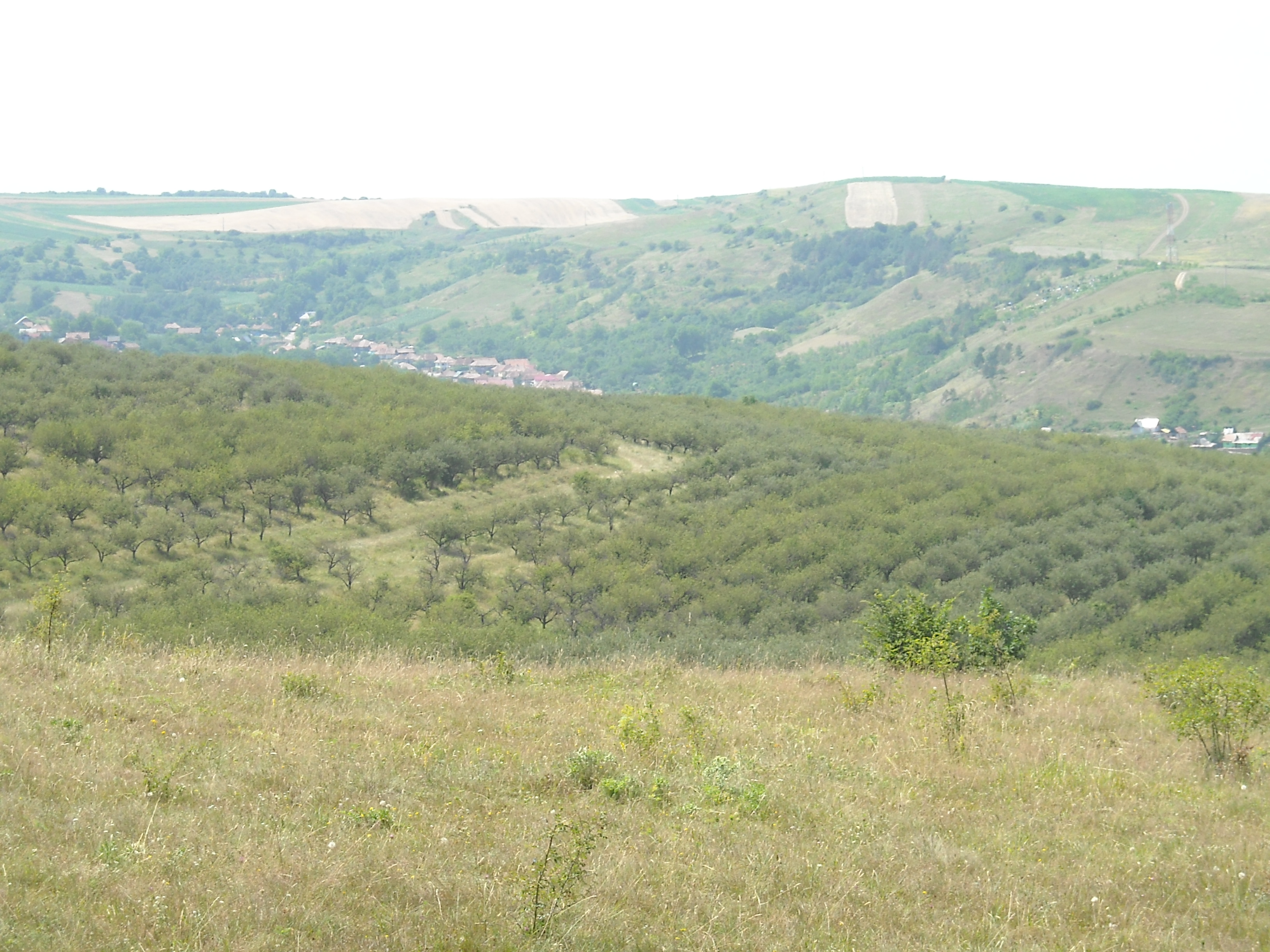
Szucság
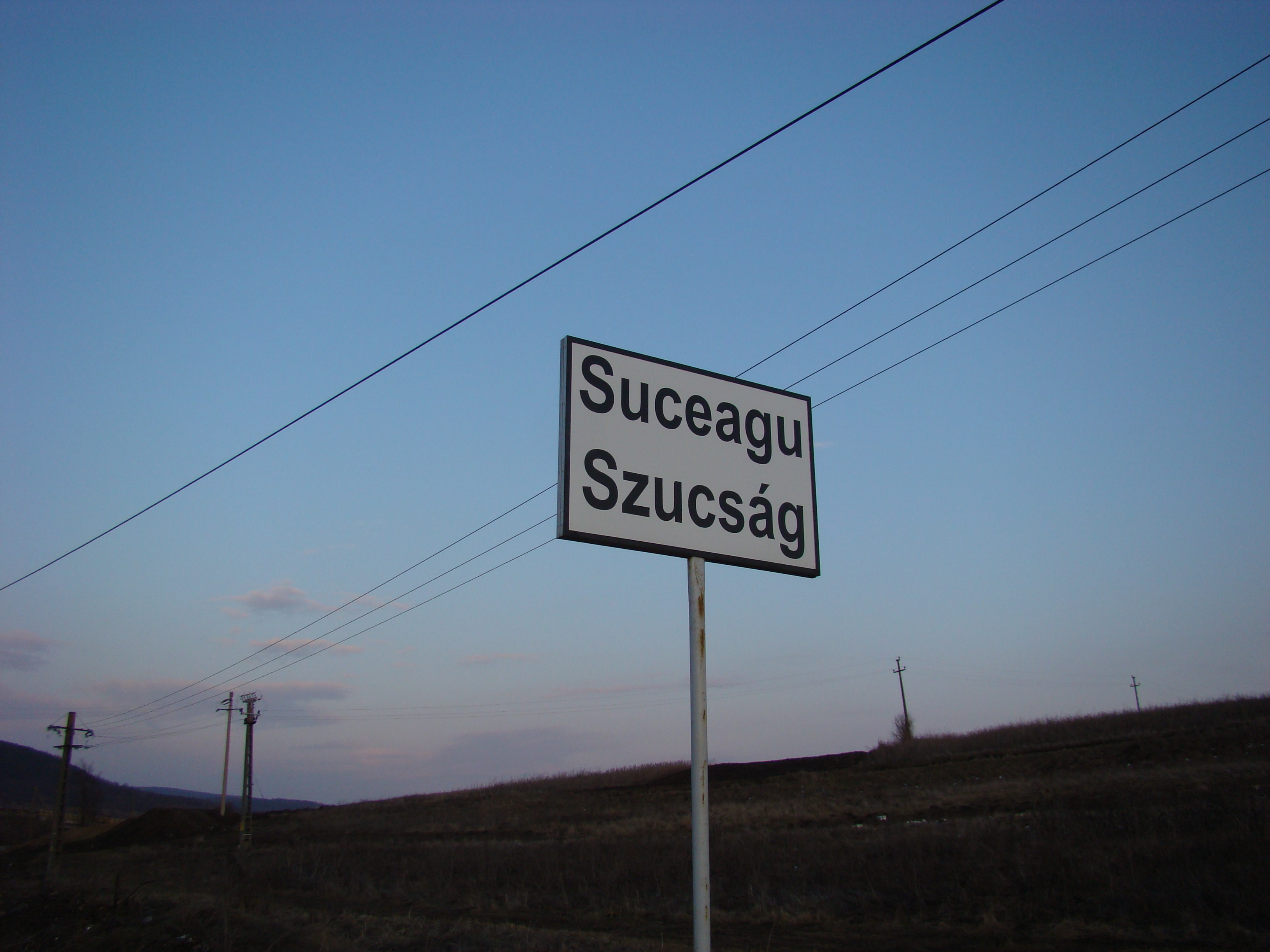
Kétnyelvű helységnévtábla
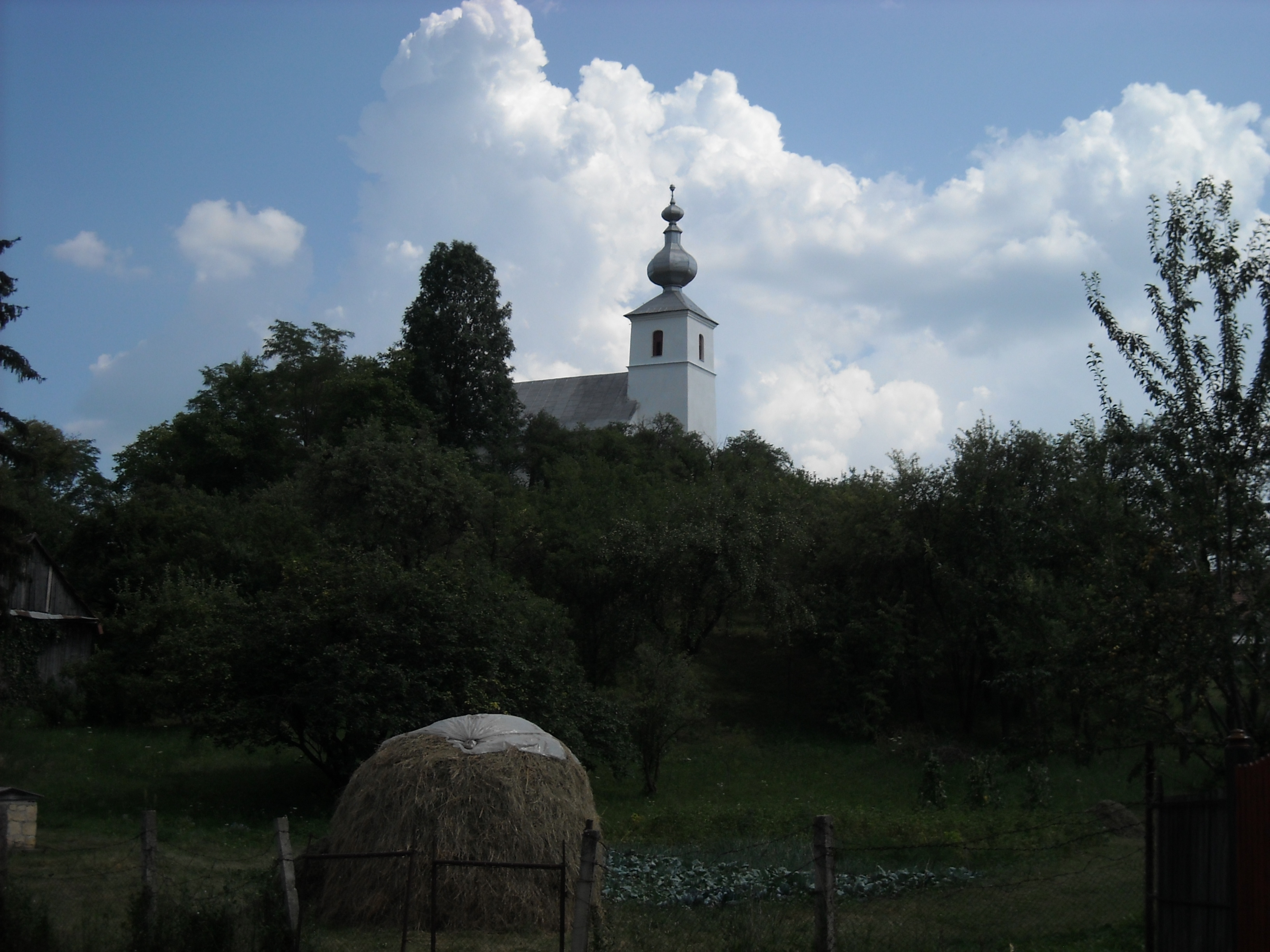
A református templom
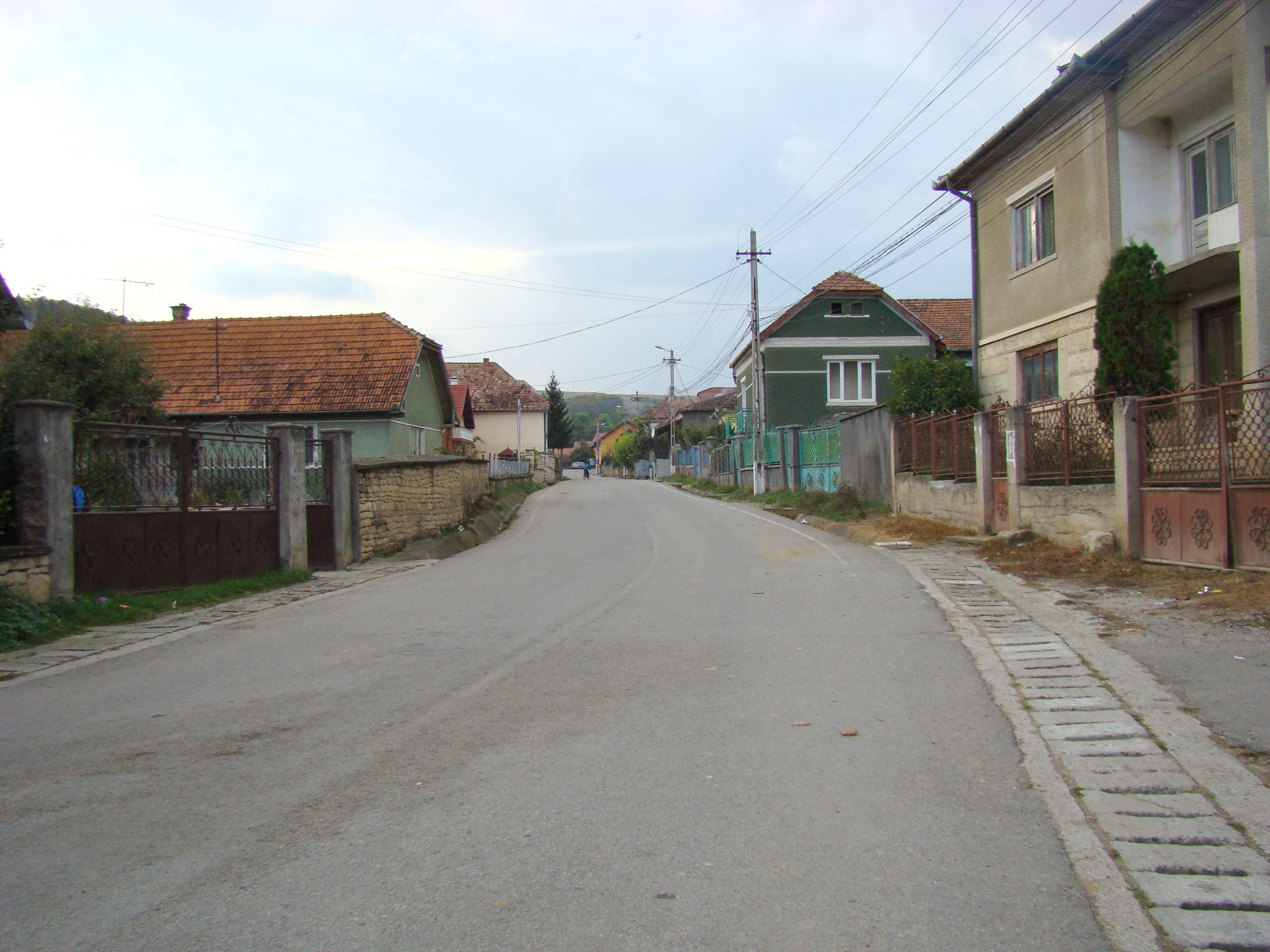
Utcakép
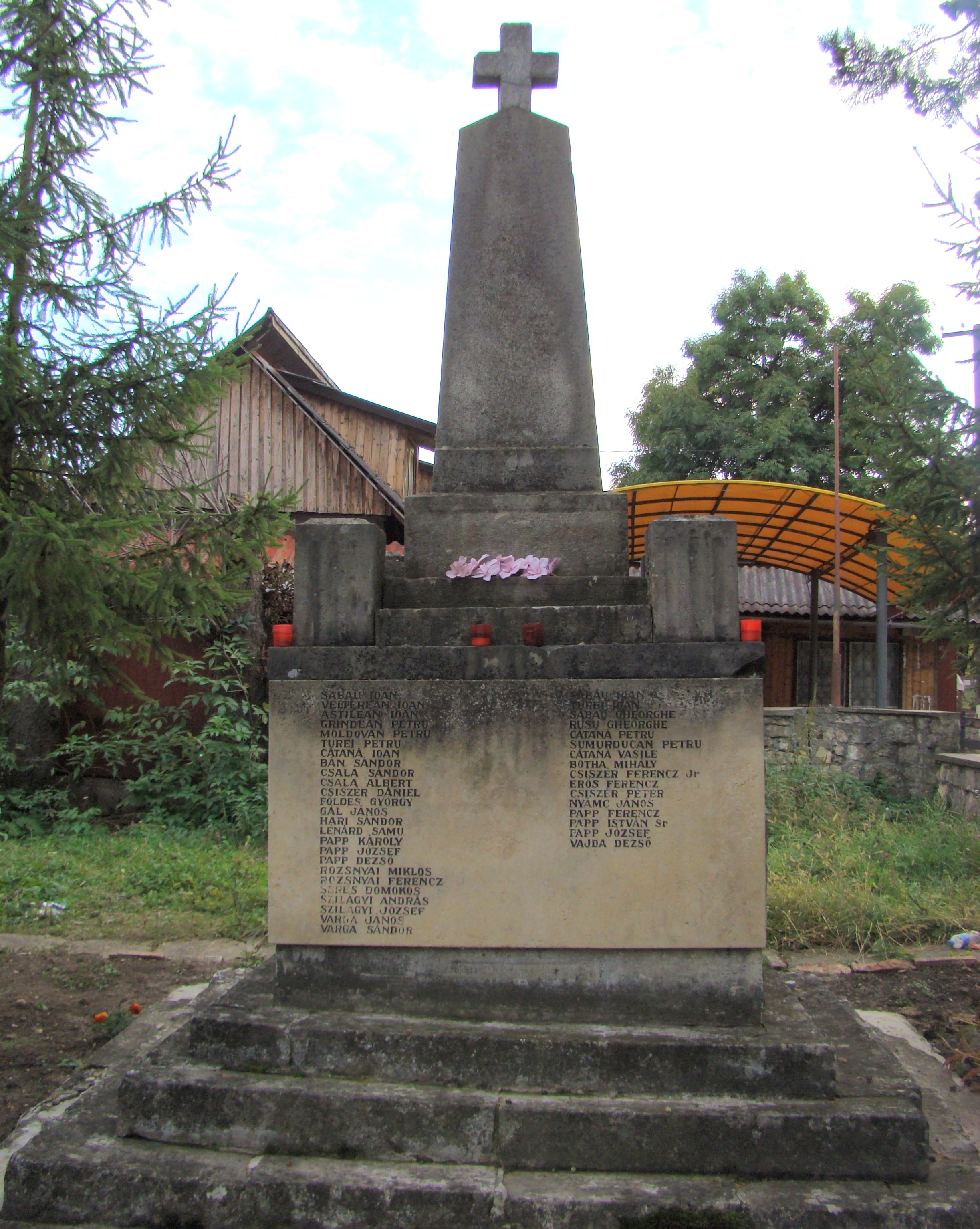
Hősi emlékmű
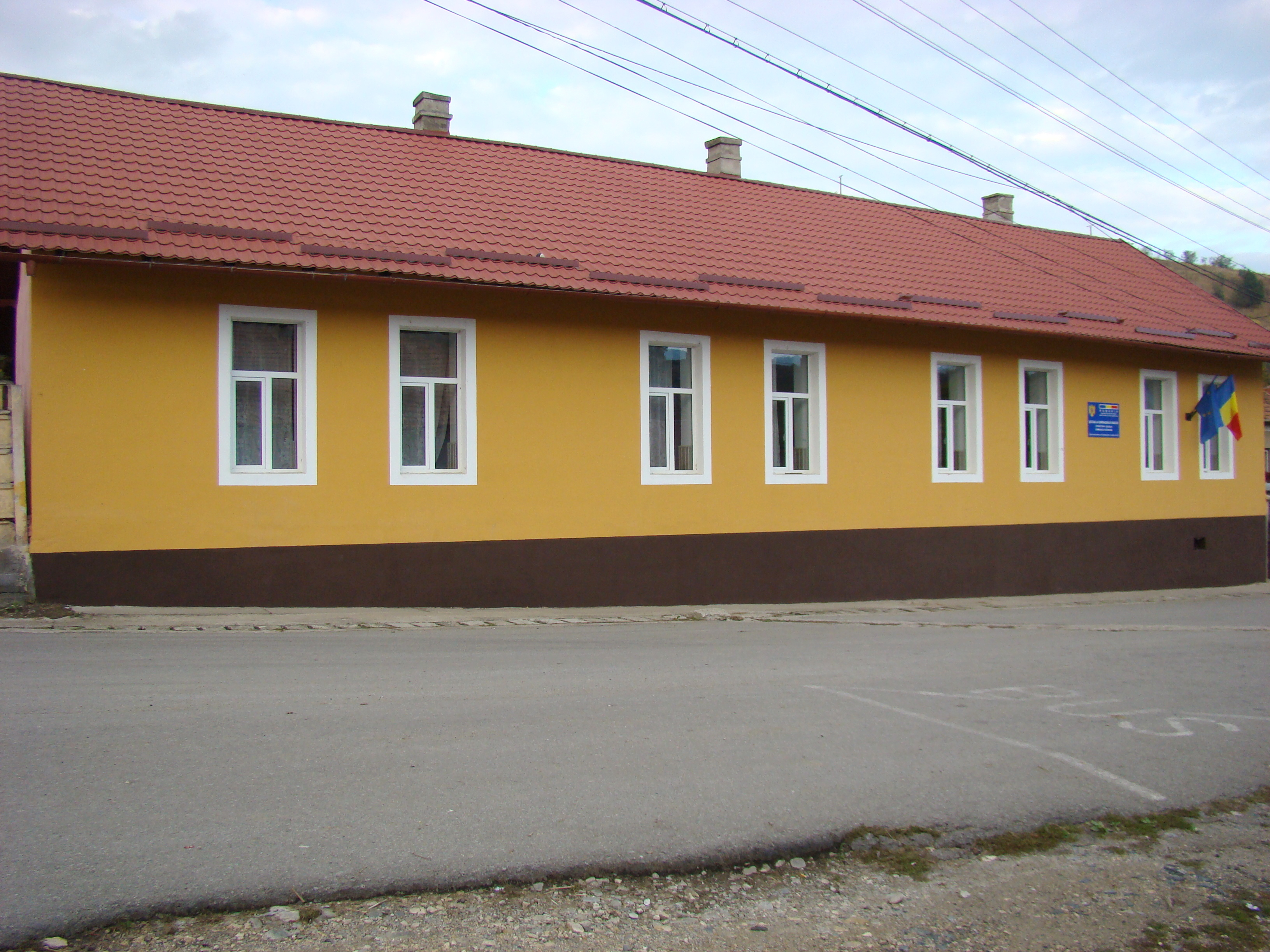
Iskola

## Híres emberek
- Itt született 1917-ben Györffy György történész. Emlékére 2010-ben a református templom kertjében állítottak oszlopot.
- Itt született 1922-ben Újvári Ferenc kisebbségpolitikai író.
- Itt született 1852-ben Versényi György költő.
- Itt gazdálkodott 1830-tól és itt is halt meg 1883-ban Kelemen Benjámin mezőgazdász.
- Itt született 1915-ben F. Györffy Anna grafikus.
- Itt született 1950-ben Alexandru Vlad író.
- Itteni birtokán élt és gazdálkodott 1847 után Berde Áron jogász, természettudós.
- Élete utolsó éveiben itt élt Szigethy Csehi Miklós honvédhadnagy, a piski csata hőse, akit itt is temettek el.
- Gyermekkorában és 1945–60-ban itt élt Fodor Sándor Neti prímás.
- Itt élt 1946 és 1961 között Romulus Ladea szobrász.
- A faluban, nagyszüleinél lábadozott 1919–21-ben Szolnay Sándor festőművész.